# Scott (Québec)
Pour les articles homonymes, voir Scott.
Scott est une municipalité du Québec située dans la MRC de La Nouvelle-Beauce dans la Chaudière-Appalaches.

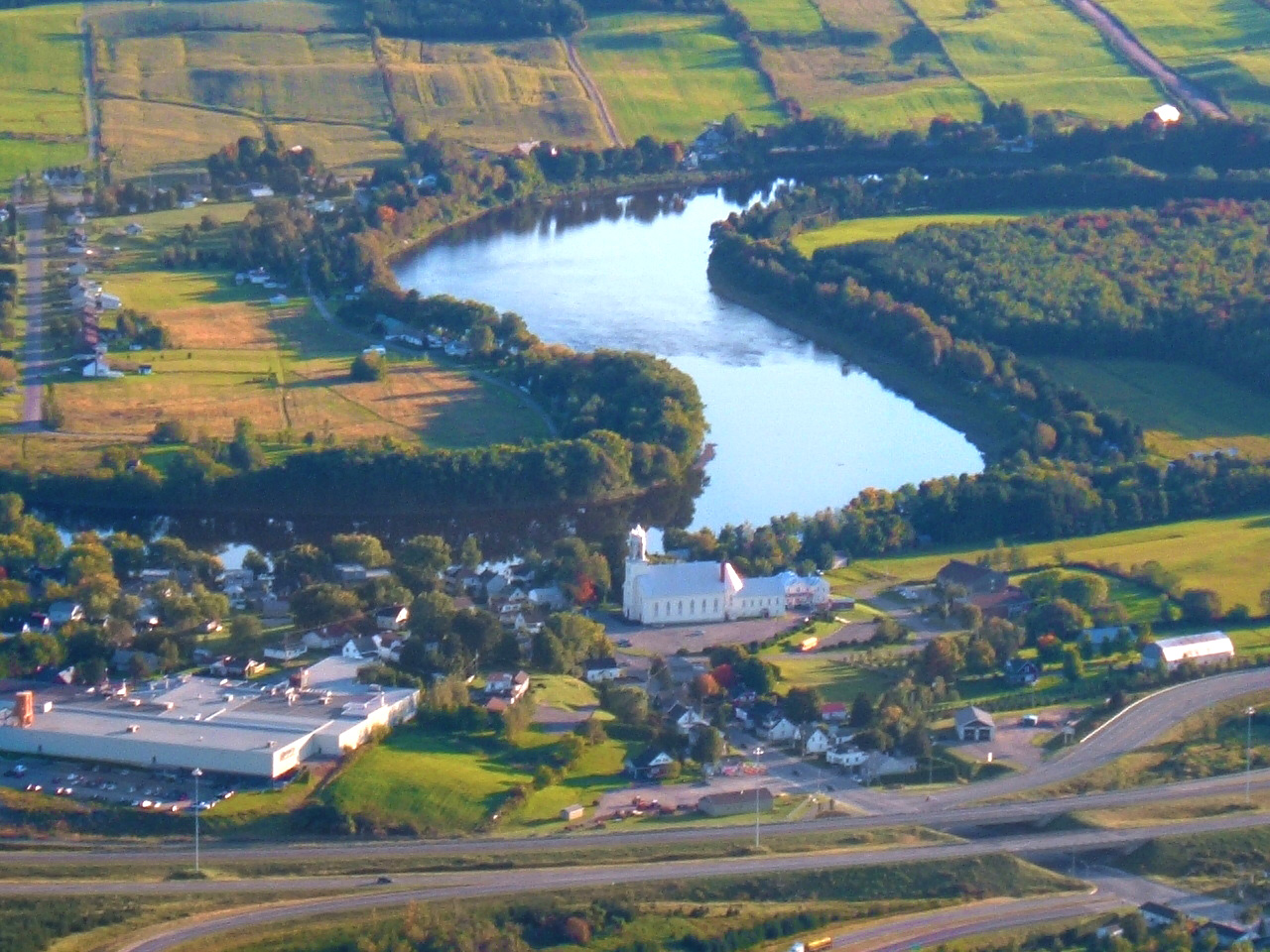
Vue aérienne de Scott

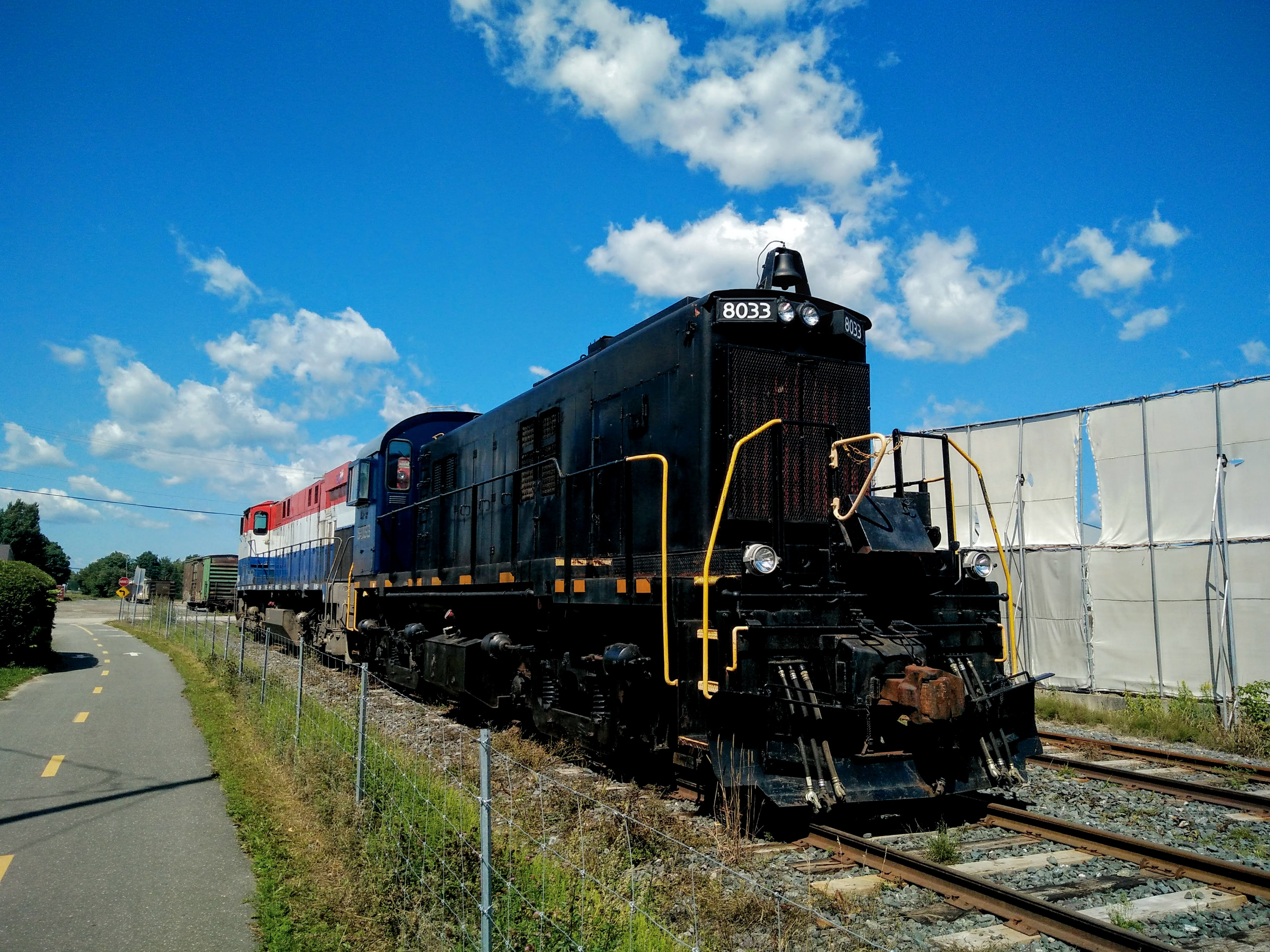
Locomotive au centre de transbordement.

## Toponymie
L'endroit est d'abord connu comme Saint-Maxime ou Saint-Maxime-de-Scott, du nom de la paroisse religieuse desservant l'endroit, érigée par détachement de parties de Saint-Bernard, Sainte-Marie et Saint-Isidore. Le nom est un hommage du cardinal Taschereau à l'abbé Maxime Fillion, premier prêtre de la mission qui a précédé la paroisse.
La municipalité de paroisse de Taschereau-Fortier, détachée du village de Scott en 1933, puis rattachée en 1995, est nommée en l'honneur des derniers seigneurs de Jolliet, Julie-Louise Taschereau, fille de Gabriel-Elzéar Taschereau et son fils, Gabriel-Narcisse-Achille Fortier.
Le nom de Scott évoque la gare du même nom, située originellement en périphérie de Saint-Maxime. La gare est nommée d'après une jonction ferroviaire, Scott-Jonction, qui rappelle Charles Armstrong Scott, cofondateur avec Louis-Napoléon Larochelle de la compagnie de chemin de fer Lévis and Kennebec, précurseur du Québec Central. La municipalité porte d'ailleurs un temps le nom de Scott-Jonction.

## Histoire

### Chronologie
- 9 janvier 1897 : Érection de la paroisse de Saint-Maxime.
- 21 janvier 1933 : Érection de la municipalité de Taschereau-Fortier par scission de Saint-Maxime.
- 9 septembre 1978 : La paroisse de Saint-Maxime devient le village de Scott.
- 29 mars 1995 : Fusion du village de Scott et de la municipalité de Taschereau-Fortier pour l'érection de la municipalité de Scott.

## Géographie
Scott est accessible via l'autoroute 73 et est traversée par la route 173.

### Hydrographie
Le Bras traverse le nord-est de la municipalité du sud-est vers le nord-ouest.

## Démographie
| 1996  | 2001  | 2006  | 2011  | 2016  | 2021  |
| ----- | ----- | ----- | ----- | ----- | ----- |
| 1 544 | 1 705 | 1 796 | 2 148 | 2 352 | 2 566 |

Le recensement de 2016 y dénombre 2 352 habitants, soit 31 % de plus qu'en 2006. En 2006, 98 % avait comme langue maternelle le français.
- « 1951 : La municipalité de Saint-Maxime-de-Scott compte 571 habitants et celle de Taschereau-Fortier, 383[7]. »

## Administration
Les élections municipales se font en bloc pour le maire et les six conseillers.
| Scott Maires depuis 2002                                                                                             |                 |         |          |
| Élection | Maire           | Qualité | Résultat |
| 2002 | Edgard Demers   |         | Voir     |
| 2005 | Yvan Leblond    |         | Voir     |
| 2009 | Clément Marcoux |         | Voir     |
| 2013 | Clément Marcoux | Voir    |          |
| 2017 | Clément Marcoux | Voir    |          |
| 2021 | Clément Marcoux | Voir    |          |
| Élection partielle en italique Depuis 2005, les élections sont simultanées dans toutes les municipalités québécoises |                 |         |          |